# Walter Prager
Walter Prager (* 2. April 1910 in Davos; † 1984) war ein Schweizer alpiner und nordischer Skiläufer mit US-amerikanischer Staatsangehörigkeit.
Prager wurde 1931 bei den Skiweltmeisterschaften in Mürren der erste Abfahrtsweltmeister in der Geschichte des Skisports. Diesen Erfolg konnte er zwei Jahre später bei den Weltmeisterschaften 1933 in Innsbruck wiederholen. Bei diesen Weltmeisterschaften nahm er auch an den nordischen Disziplinen teil und erreichte Rang 20 in der Nordischen Kombination, Rang 26 im Sprunglauf und Rang 44 im Skilanglauf über 18 km. Ebenfalls 1933 wurde er Schweizer Skimeister in der Kombination aus Skilanglauf und Sprunglauf.
Nach seiner aktiven Laufbahn – welche er als Mitglied des Skiclubs Arosa beendete – wurde Prager 1936 zunächst Leiter der Skischule in Stoos und später Skitrainer in den USA. Er führte zahlreiche Athleten zu nationalen und internationalen Erfolgen, darunter Ralph Miller und Chiharu Igaya. Während des Zweiten Weltkrieges diente Prager in der 10th Mountain Division. Bei den Olympischen Winterspielen 1948 in St. Moritz war er Trainer der US-amerikanischen Skiolympiamannschaft. 1957 zog er sich endgültig vom Skisport zurück. Er wurde 1977 in die U.S. Ski and Snowboard Hall of Fame aufgenommen.